# Katedrála v Churu
Katedrála v Churu, plným názvem Katedrála nanebevzetí Panny Marie v Churu, německy Kathedrale St. Mariä Himmelfahrt, je kostel ve švýcarském městě Chur. Ke katedrále těsně přiléhá biskupský palác, v němž sídlí churský biskup, a z nějž vede do katedrály tajná chodba. Katedrála uchovává ostatky svatého z 2. století, Lucia z Británie (zvaného též Lucius z Churu). Kostel je katolický a v době reformace ve Švýcarsku byli dokonce katoličtí obyvatelé sestěhování do ghetta přiléhajícího k tomuto kostelu. Stavební historie místa sahá až do 5. století (v roce 1921 objevili archeologové zbytky malé apsidy z tohoto prvního kostela pod současnou budovou). Z 8. století se dochovaly některé rytiny. Románské základy současného chrámu však vznikly především v letech 1154 až 1270. Vysvěcen byl chrám roku 1178. Architektonicky nejcennější a románsky nejčistší je západní fasáda s oknem neobvykle velkým v románských stavbách. V době vzniku šlo o největší okno v celém kantonu. V roce 1492 vznikl pozdně gotický oltář z dílny Jakoba Russe. V roce 1811 požár zničil věže a střechu katedrály. V roce 1852 byla udělána mramorová podlaha. Velké rekonstrukce proběhly v letech 1921–1926 a 2001–2007.